# رجو نل امیلیا
شهر رِجّو نِل امیلیا (به ایتالیایی: Reggio nell'Emilia) با جمعیت ۱۶۲٬۲۹۰ نفر در ناحیه امیلیا-رومانیا در کشور ایتالیا واقع شده‌است.